# Valgu (Hiiumaa)
Valgu (Duits: Walgo) is een plaats in de Estlandse gemeente Hiiumaa, provincie Hiiumaa. De plaats heeft de status van dorp (Estisch: küla).
Tot in oktober 2017 behoorde Valgu tot de gemeente Emmaste en sindsdien tot de fusiegemeente Hiiumaa.

## Bevolking
Het dorp had 42 inwoners op 31 december 2011 en ook 42 inwoners op 31 december 2021.

## Ligging
De plaats ligt aan de zuidwestkust van het eiland Hiiumaa. De Tugimaantee 83, de secundaire weg van Suuremõisa via Käina naar Emmaste, komt door Valgu.

## Geschiedenis
Valgu werd voor het eerst vermeld in 1623 onder de naam Walck, een boerderij op het landgoed van Suuremõisa. In 1688 heette ze Walke Tönis en in 1726 Walcko Matz. Vanaf 1796 lag ze op het landgoed van Emmast (Emmaste). In 1798 werd ze onder de naam Walgo genoemd als herberg en in 1844 als herberg en dorp.
Het buurdorp Ulja hoorde tussen 1977 en 1997 bij Valgu.

## Foto's

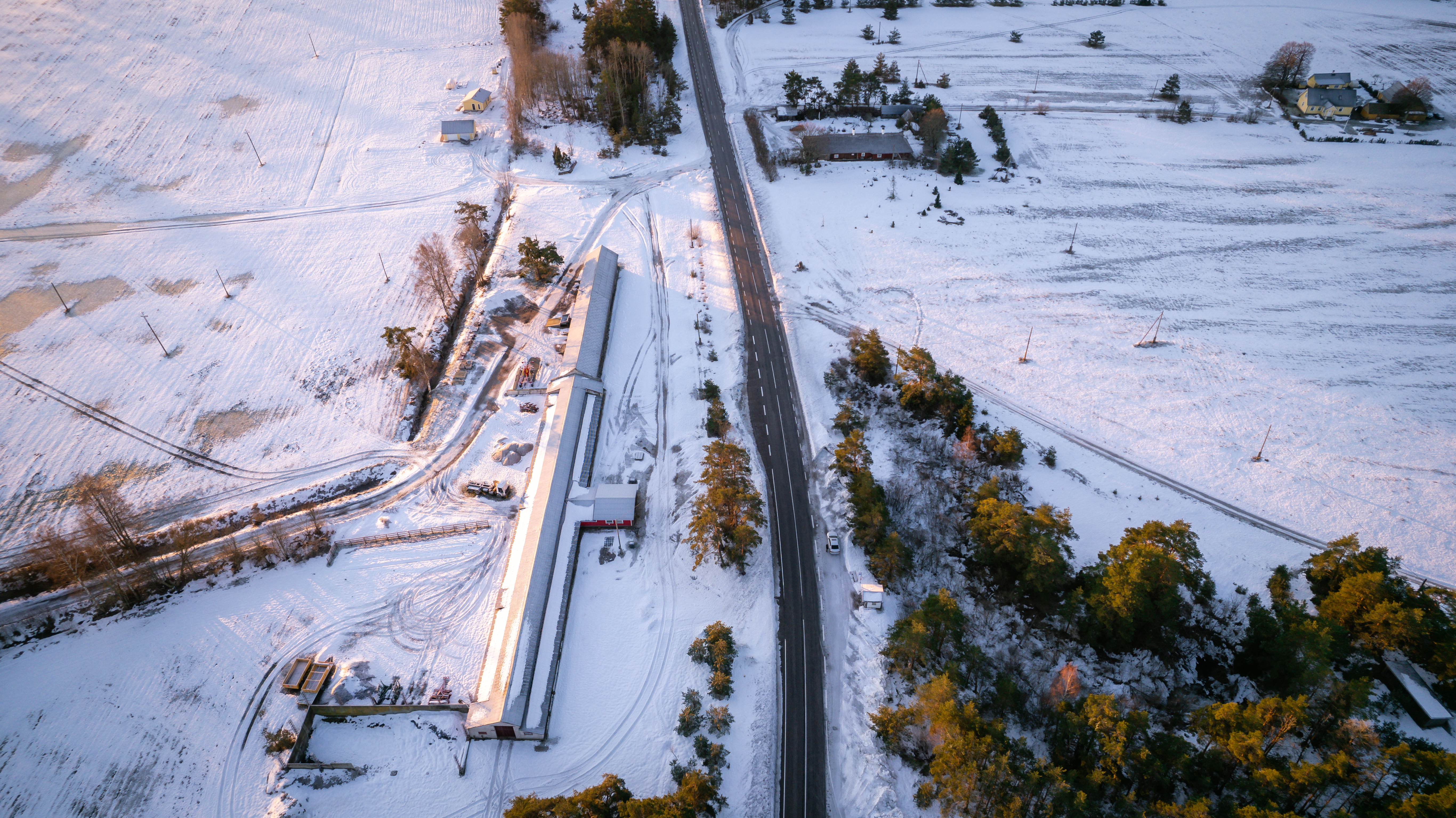
Valgu vanuit de lucht
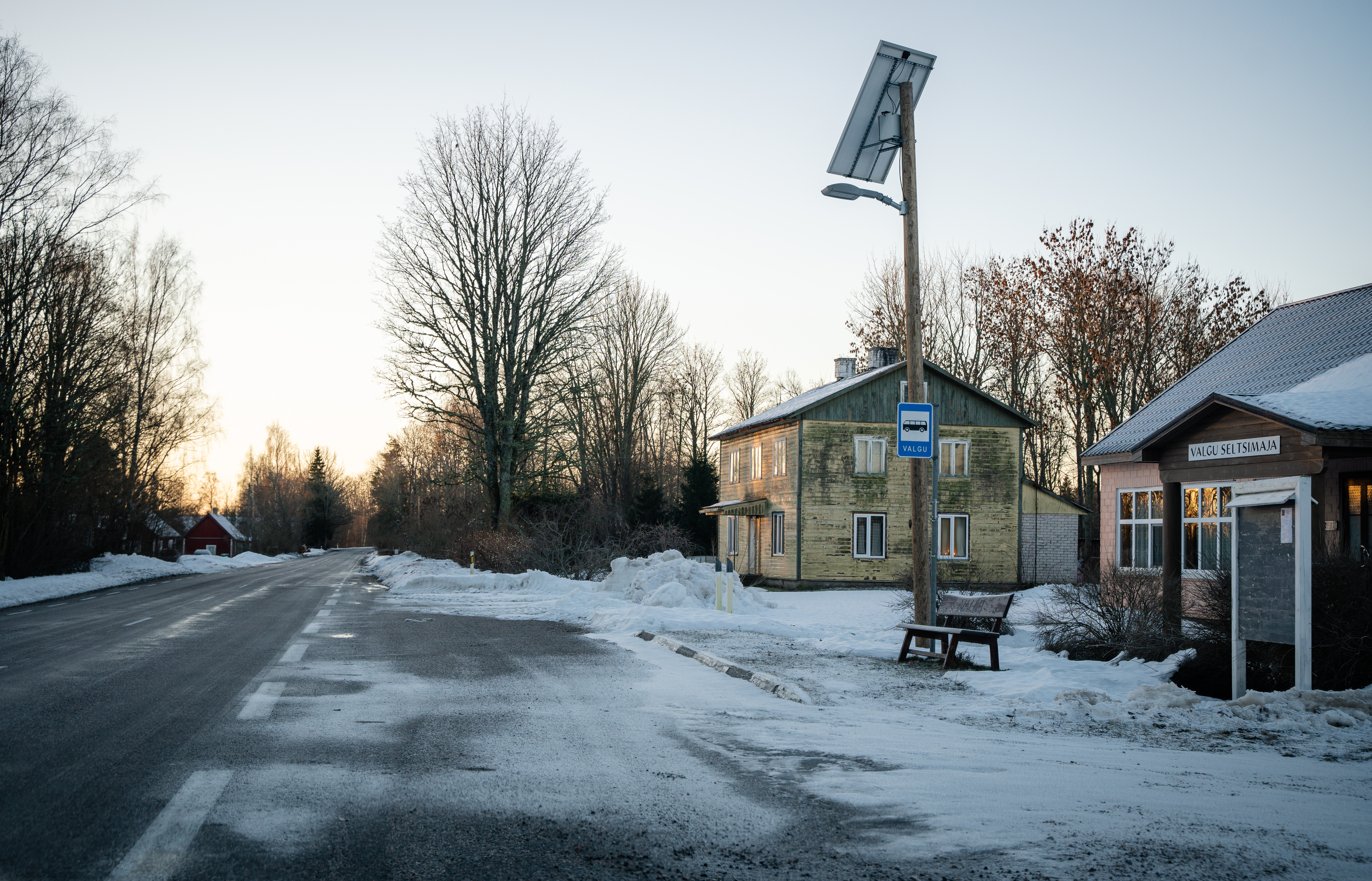
Bushalte
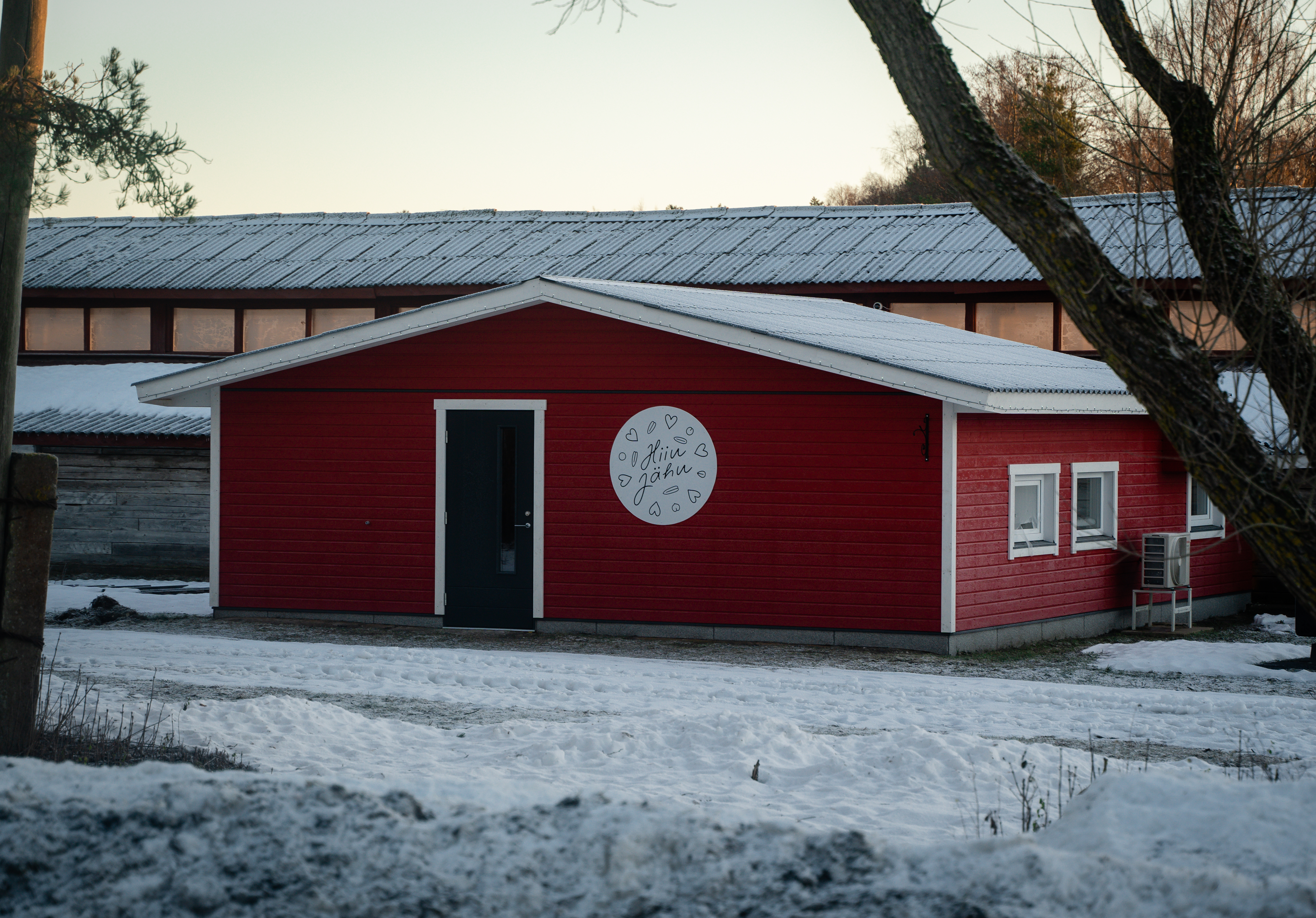
Kwekerij